# Scelolyperus pasadenae
Scelolyperus pasadenae är en skalbaggsart som beskrevs av S. Clark 1996. Scelolyperus pasadenae ingår i släktet Scelolyperus och familjen bladbaggar. Inga underarter finns listade i Catalogue of Life.